# Cobitis arachthosensis
Cobitis arachthosensis é uma espécie de peixe actinopterígeo da família Cobitidae.
Apenas pode ser encontrada na Grécia.
O seu habitat natural é: rios.
Esta espécie está ameaçada por perda de habitat.